# Receptor de reconeixement de patrons
Els receptors de reconeixement de patrons (PRR, de l'anglès pattern recognition receptor) són proteïnes presents a les cèl·lules del sistema immunitari, com ara els fagòcits, que serveixen per identificar molècules associades a patògens microbians o estrès cel·lular.
Les molècules microbianes reconegudes per un PRR determinat s'anomenen patrons moleculars associats a patògens (PAMP). Inclouen carbohidrats bacterians, com els lipopolisacàrids o la mannosa; àcids nucleics, com l'ADN i l'ARN bacterià o víric; peptidoglicà o àcid lipoteicoic que provinguin d'un bacteri grampositiu; formilmetionina i lipoproteïnes.
Els senyals d'estrès endogen s'anomenen patrons moleculars associats al perill (DAMP) i inclouen l'àcid úric.
Les proteïnes PPR són expressades sobretot per cèl·lules del sistema immunitari innat, com ara cèl·lules dendrítiques, macròfags, monòcits, neutròfils i cèl·lules epitelials,

## Classificació
Els PRR són classificats segons la seva afinitat al lligand, funció o relació evolutiva. Basant-se en la funció, es poden classificar en PRR endocítics i PRR de senyalització.
- PRR de senyalització: inclouen la gran família de receptors de tipus Toll (units a la membrana cel·lular) i receptors de tipus NOD del citoplasma.
- PRR endocítics: Permeten la unió, absorció i destrucció dels organismes per part dels fagòcits, sense transmissió de senyals intracel·lulars. Aquests PRR reconeixen els carbohidrats i inclouen els receptors de mannosa dels macròfags, els receptors de glicà presents a tots els fagòcits i els receptors scavenger, que reconeixen lligands carregats, es troben als fagòcits i s'encarreguen de retirar les cèl·lules apoptòtiques.